# Nathalie Manser
Pour les articles homonymes, voir Manser.
Nathalie Manser, née en 1970, est une violoncelliste vaudoise.

## Biographie
À quatre ans, sa mère l'emmène voir un concert où elle se retrouve fascinée par un violoncelle rouge. Ce coup de foudre la conduit à étudier le violoncelle au Conservatoire de Lausanne de l'âge de seize ans à vingt-sept ans. Elle y obtient une licence de concert et un premier prix de virtuosité avec félicitations dans la classe de Philippe Mermoud, avant de perfectionner sa technique dans différents orchestres de Suisse romande comme l'Orchestre du collège de Béthusy, puis l'Orchestre du conservatoire de Lausanne ou encore le Sinfonietta. Elle participe également, en parallèle à ses études, à plusieurs master classes en Allemagne. Forte d'un bagage classique conséquent, elle décide pourtant de tourner le dos à un répertoire qu'elle juge trop contraignant pour explorer de nouveaux horizons musicaux. Nathalie Manser met désormais sa créativité au service de ses propres compositions.
Si elle joue de son violoncelle pour nous faire voyager entre la tendance World music et la musique méditative, c'est principalement grâce à sa rencontre avec David Richards, ingénieur du son et directeur artistique de Mountain Studio de Montreux. Ensemble, ils sortent trois albums: Les Anges en 2001, Alpha Centauri en 2004, ainsi que la compilation Musique et parfum en 2003. Nathalie Manser sort encore un quatrième album en 2005, A Handbook for Human Beings, avec le compositeur et producteur londonien George de Angelis.Nathalie Manser exporte ses créations sur scène, dans des concerts qui s'adressent simultanément aux cinq sens. Dès 2002, elle met ainsi en place avec Jacques Morand un show qui allie pyrotechnie et jeux aquatiques. Elle développe en parallèle le spectacle musical visuel et olfactif Un monde en senteurs avec le parfumeur Michel Roudnitska. Dès 2006, elle collabore avec Mark Fischer, producteur londonien reconnu internationalement pour avoir, entre autres, mis en scène The Wall des Pink Floyd ainsi que plusieurs concerts des Rolling Stones.
Parallèlement à sa carrière d'artiste, cette jeune mère de famille décide de créer en 2011, au château du Châtelard à Montreux, puis au château d'Aigle en 2012, un jardin d'éveil créatif musical. Cette approche ludique et pédagogique de la musicalité pour les enfants dès deux ans et jusqu'à sept ans vise à encourager l'expression de leur créativité naturelle. En 2014, Nathalie Manser participe au spectacle Chantier et sort un nouvel album intitulé Une page d'amour.

## Sources
- « Nathalie Manser », sur la base de données des personnalités vaudoises sur la plateforme « Patrinum » de la Bibliothèque cantonale et universitaire de Lausanne.
- Violoncelle Concert: l'ange Nathalie, 24 Heures, 1986/04/15, p. 51
- Nathalie Manser offre sa créativité aux tout-petits, 24 Heures, 2012/04/13, p. 24.